# Gregory Darling
Gregory Darling (13 agosto ...) è un cantante e pianista statunitense.
Attivo soprattutto in Europa, negli anni novanta debutta nella band Darling Cruel, poi collabora con Julian Lennon, per il quale scrive canzoni e suona il piano. Nel 2005 inizia a lavorare al proprio materiale solista: il suo disco di debutto Shell esce nel 2006, anticipato dal singolo “That will be the day” in cui Darling propone un suono che ricorda altri “piano men” come Billy Joel e Joe Jackson. I singoli successivi Shell e Angel of Mercy, vengono trasmessi dai network radiofonici italiani e tedeschi, cosiccome i relativi videoclip girati rispettivamente da Kal Karman, ambientato in Islanda, e Lorenzo Vignolo.
Dopo aver abitato a Nizza e a Praga, attualmente vive nella riviera ligure, a Recco.
Il sito ufficiale dell'artista e quello dell'etichetta discografica indicano l'uscita mondiale, prevista per l'autunno del 2009, del nuovo album dal titolo Stew americano.

## Discografia

### Album
- Shell (2006)
- Stew americano (2009)

### Singoli
- That'll be the day
- Shell
- Angel of Mercy
- Kiss the pain
- Life's Gotta Funny Way
- Somebody kill the dj
- Where were you last night